# Kawasaki Ninja 500 SE
Das Supersportlermotorrad Ninja 500 SE von Kawasaki kam im Jahr 2024 auf den Markt.

## Geschichte
Im Jahr 2024 startete Kawasaki den Verkauf der Ninja 500 SE, die über den gleichen Motor wie die Kawasaki Z 500 MY2024 verfügt.  Die Kawasaki Ninja 500 Standard-Variante mit einem LC-Display ist nicht in Deutschland erhältlich.

## Technik

### Antrieb
Das Motorrad wird von einem Flüssigkeitsgekühlten Viertakt-Reihenzweizylinder angetrieben. Die Zylinderbohrung beträgt 70 mm, der Kolbenhub 58,6 mm und das Verdichtungsverhältnis ist 11,3 : 1. Mit einem Hubraum von 451 cm³ leistet der Motor 33,4 kW (45,4 PS) bei 9.000/min und erreicht ein maximales Drehmoment von 42,6 Nm bei 6.000/min.

### Rahmen
Das Fahrwerk basiert auf einem Stahlbrückenrahmen. Das Vorderrad wird von einer Teleskopgabel mit einem Standrohrdurchmesser von 41 mm und 120 mm Federweg geführt. Der Federweg der Hinterradschwinge beträgt 130 mm.

### Elektrik
Die Ninja 500 SE hat ein TFT-Display mit Informationen über Geschwindigkeit, Tankinhalt, Ganganzeige, Drehzahl und Uhrzeit. Das Motorrad hat Antiblockiersystem.

## Wissenswertes
Mit einer Höchstgeschwindigkeit von 179 km/h und einer Maximalleistung von 33 kW (45 PS) ist sie speziell für Besitzer des A2-Führerscheins geeignet. Sie wird in den Farben Grün und Grau vertrieben.